# Neopilio australis
Neopilio australis is een hooiwagen uit de familie Neopilionidae.